# Nira (Vorname)
Nira (hebräisch: נִירָה) ist ein weiblicher und seltener auch männlicher Vorname.

## Herkunft und Bedeutung
Das hebräische Wort נִירָה bedeutet „gepflügtes Feld“.

## Varianten
- Nir (männliche Form)
- Nîrā
- Nirah
- Neera

## Namensträgerinnen
- Nira Harel (geboren 1936), israelische Schriftstellerin
- Nira Park (geboren 1967), britische Film- und Fernsehproduzentin
- Nira Windeatt (geboren 1958), australische Schwimmerin